# القصبة القرمزية
القصبة القرمزية هي قرية وبلدية في قوبا بأذربيجان. ويبلغ عدد سكانها 3,598 وكامل سكانها من اليهود.